# 黄麻
黄麻（拉丁語：Corchorus）是一种长而柔软的、发出光泽的植物纤维，可以织成高强度的粗糙的细丝。它在植物分类上属于椴树亚科的黃麻屬。
黄麻是最廉价的天然纤维之一，种植量和用途的广泛都仅次于棉花。 它和洋麻、大麻、亚麻、苎麻等同样属于韧皮纤维（从植物内皮或外皮提取的纤维）。纤维的颜色从白色到褐色，长1–4 米。

## 耕種栽培
適合種植黃麻的氣候為在盛行季風季節的季風氣候（溫暖，潮濕的氣候）。適宜的氣溫為20˚C至40˚C和相對濕度70％-80％。 ：黃麻在播種期間需要比其他時期多5-8厘米/週的降雨。

## 品種

### 圓果黃麻(White Jute)
圓果黃麻（学名：Corchorus capsularis），在中國稱作白黃麻。在幾個歷史記錄中指出，貧窮的印度村民穿用黃麻製成的衣服。用簡單的手搖紡織機和手紡車進行織布，將黃麻當成紡棉紗使用。歷史上還指出，孟加拉人從更早的時代，就把家庭和其他用途的白黃麻製成的繩索和細繩。

### 長蒴黃麻(Tossa Jute)
長蒴黃麻（学名：Corchorus olitorius） ，在中國稱作紅麻，是非洲 - 阿拉伯的品種和錦葵科的成員（跟棉花同一科）。他也是很受歡迎的葉用蔬菜，阿拉伯人稱為“molokhiya”（[ملوخية]=“國王”的意思），其葉為成分跟秋葵黏滑的成分相似。 猶太人在約伯記提到長果黃麻也是一種稱作棣棠花（Jew's mallow）的蔬菜。
長果黃麻纖維比圓果黃麻更柔軟、柔滑。也發現很適合在恒河三角洲氣候栽種。19世紀時，隨著圓果黃麻栽種，長果黃麻也開始在孟加拉栽培。目前，孟加拉地區（巴基斯坦、印度和孟加拉）是長果黃麻的世界最大的生產地區。

## 用途

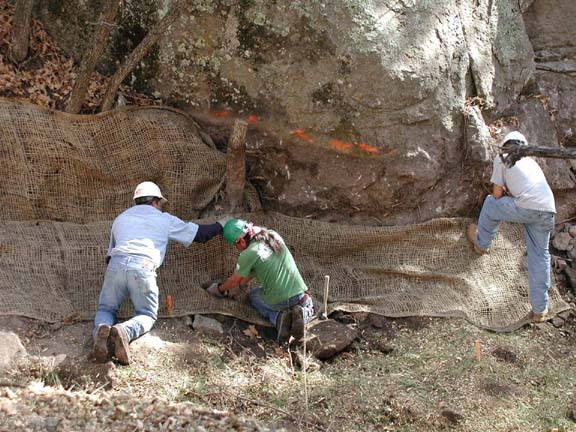
黄麻可用于防洪

黄麻是重要性仅次于棉花的植物纤维；拥有多种用途。首先是用于原棉打包的包装運輸袋，其次是制成袋子或粗布，还可以织成窗帘、椅套、地毯、粗麻布和油布的衬背，更可以當作造紙原料。黃麻桿也可當作燃料、活性碳、纖維版等，可以取代伐木工業的部分性質。

## 特征
- 黄麻纤维可以100%进行生物分解和回收，对环境无害。
- 它是一种拥有黄金和丝绸光泽的天然纤维，因而被称为“金色纤维”。
- 它是最便宜的植物纤维，取自植物的茎的内皮或外皮。
- 它在使用、全球消费量、生产和实用方面的重要性仅次于棉花的植物纤维。
- 它的抗张强度很高，延展性低，防水性能较好。因此，黄麻非常适合于大批量农产品的包装。
- 黃麻葉可以食用。